# Oliver Ressler

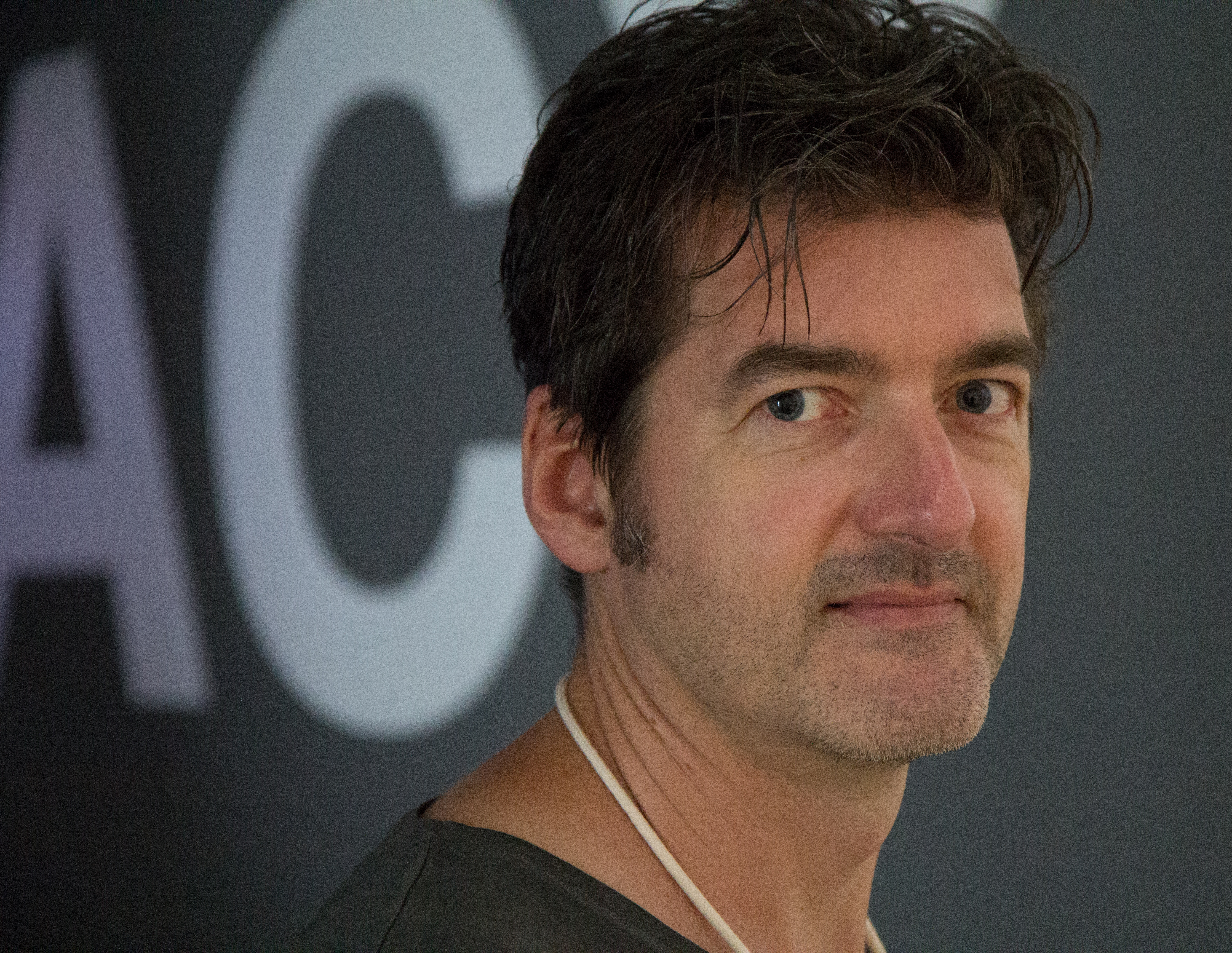
Oliver Ressler auf der documenta 14 in Kassel

Oliver Ressler (* 1970 in Knittelfeld, Steiermark) ist ein österreichischer Künstler.

## Leben
Ressler führt themenspezifische Ausstellungsprojekte, Arbeiten im Außenraum und Videos zu den Themen  Kapitalismus, Widerstandsformen, gesellschaftliche Alternativen, Rassismus und zur globalen Erwärmung durch. Zu diesen Themen hatte der Künstler seit dem Jahr 2000 insgesamt 31 Videos auf dem Portal YouTube veröffentlicht. Am 2. August 2021 hat das Unternehmen den Account wegen mutmaßlichen Verletzungen der Community Guidelines gelöscht, ihn aber am 11. August wiederhergestellt.
Oliver Ressler lebt und arbeitet in Wien.

## Werk
Resslers Projekt „Alternative Economics, Alternative Societies“ wurde bisher in 21 Ausstellungen gezeigt, darunter in Einzelausstellungen in Galerija Skuc, Ljubljana, 2003; Kunstraum Lüneburg, 2004; Centro Cultural Conde Duque, MediaLabMadrid, Madrid, 2004; Museum of Modern and Contemporary Art, Rijeka, 2005; Platform Garanti Contemporary Art Center, Istanbul, 2005, Museum of Contemporary Art, Novi Sad und Museum of Contemporary Art, Belgrad, 2005. 
Mehrere Projekte wurden in Kooperationen entwickelt. Das Projekt „Boom!“ zeigt zentrale Widersprüche des globalen Kapitalismus (mit David Thorne), „European Corrections Corporation“ das Phänomen der Privatisierung von Gefängnissen (mit Martin Krenn) und „What Would It Mean To Win?“ die Proteste gegen den G8-Gipfel in Heiligendamm (mit Zanny Begg). In Zusammenarbeit mit Dario Azzellini entstanden die Filme „Venezuela von unten“ (2004) und „5 Fabriken – Arbeiterkontrolle in Venezuela“, der 2006 als 6-Kanal-Videoinstallation im Berkeley Art Museum in den USA gezeigt wurde.
Ressler nahm an 150 Ausstellungen teil, unter anderem an den Biennalen in Prag (2005), Sevilla (2006), Moskau (2007) und Taipei (2008). Für die Taipei Biennale 2008 kuratierte er auch eine Ausstellung zur Anti-Globalisierungsbewegung mit dem Titel „A World Where Many Worlds Fit“.
Den Film „There Are No Syrian Refugees in Turkey“ realisierte Ressler anlässlich seiner Einzelausstellung im Jahr 2016 im SALT Galata in Istanbul. Im Film reden in Istanbul lebende syrische Flüchtlinge über die Schwierigkeit, in Istanbul ihren Lebensunterhalt zu verdienen, und über die Zurückhaltung der EU, mehr als eine verschwindend geringe Zahl von Flüchtlingen aufzunehmen. Der Film kehrt die gesamte Perspektive der westlichen „Flüchtlingsdebatte“ stillschweigend um und entwickelt eine politische Analyse der türkischen und europäischen Politik aus der Sicht der syrischen Flüchtlinge.
Im Jahr 2017 nahm Oliver Ressler an der documenta 14 teil.

## Forschungsprojekt
Ressler arbeitet an dem Forschungsprojekt Barricading the Ice Sheets. Das Projekt wird vom Fonds zur Förderung der wissenschaftlichen Forschung unterstützt.

## Auszeichnungen
- 2016: Prix Thun für Kunst und Ethik.[9][10]
- 2002: 1. Preis des Internationalen Medienkunstpreises des ZKM für das Video This is what democracy looks like!

## Veröffentlichungen (Auswahl)
- Alternative Economics, Alternative Societies.  Herausgegeben vom Wyspa Institute of Art, Danzig 2007.
  - Deutsche Ausgabe: Alternative Ökonomien, alternative Gesellschaften. Promedia Verlag, Wien 2008.